# Tyria divisa
Tyria divisa là một loài bướm đêm thuộc phân họ Arctiinae, họ Erebidae.